# Circonscription de Daleti Regular
La circonscription de Daleti Regular est une des 9 circonscriptions législatives de l'État fédéré Benishangul-Gumaz, elle se situe dans la Zone Asosa. Son représentant actuel est Itana Qunjo Tuja.